# Microesfera de vidrio

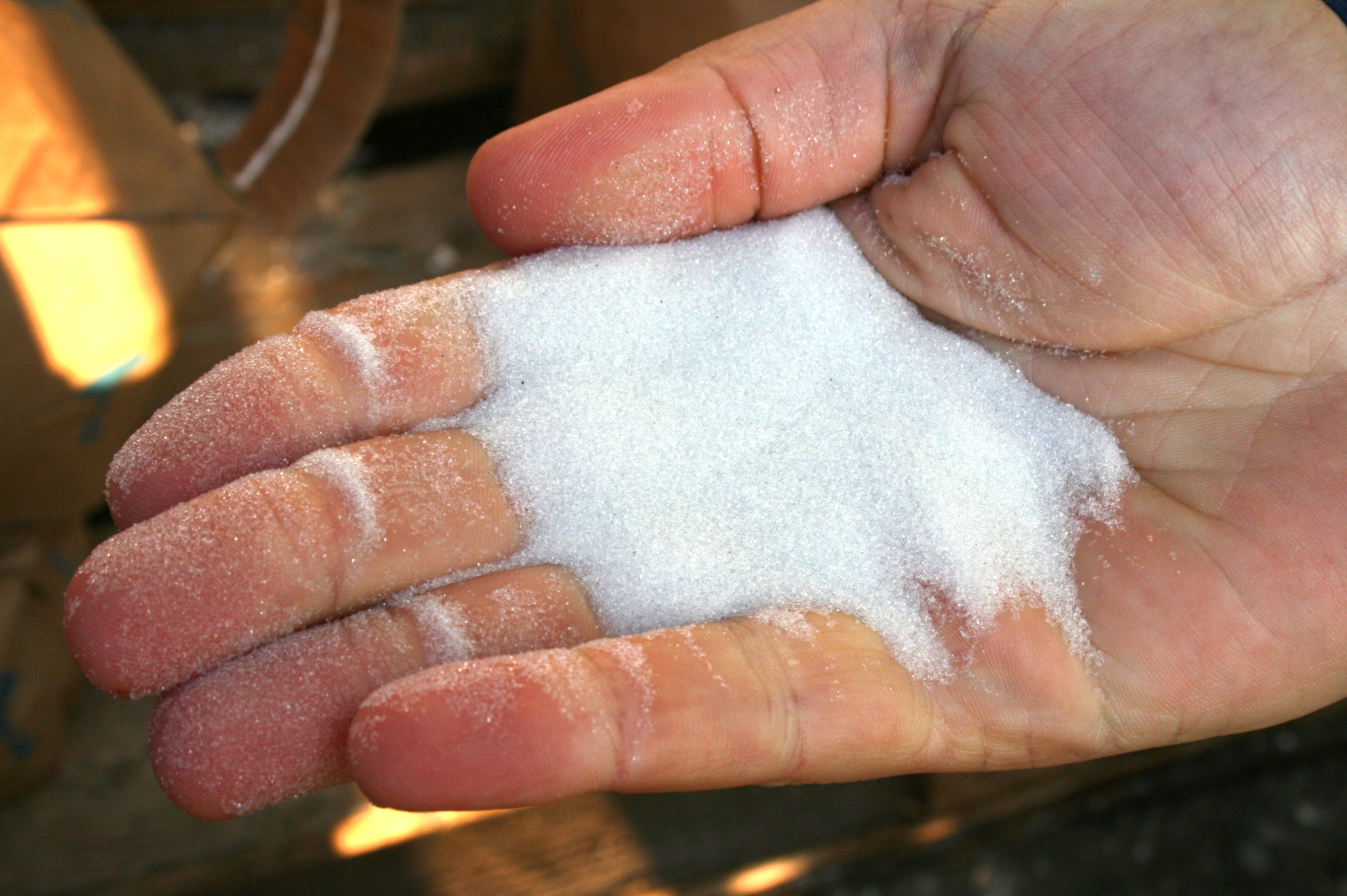
Microesferas de vidrio

Las microesferas de vidrio son un producto usado en la señalización vial de cara a mejorar la visibilidad en las carreteras cuando las condiciones de luminosidad no son suficientes. Las microesferas actúan como pequeños ojos de gato que reflejan la luz en la dirección de la que proviene dando mejor visibilidad a la carretera.
También tiene una amplia gama de aplicaciones como medio abrasivo suave, se usa como granalla o arena, su acción es muy delicada dejando terminaciones mate en metales.

## Creación
La forma de obtención de las mismas se realiza a través de un tratamiento de los vidrios a altas temperaturas.
Previamente a ser aplicadas en cualquiera de sus ámbitos, se realiza una mezcla de las mismas; es decir, se combinan microesferas de diferente tamaño de cara a crear una mezcla ideal, llamada granulometría.
Una vez realizada la mezcla, esta deberá recorrer un circuito de tamices o coladores de diferente tamaño, que retendrá o dejará pasar el granulado. Ésta resultado es el que indicará la granulometría final de la microesfera. 
Las granulometrías suelen representarse de forma simplificada indicando los tamices superior e inferior; en este caso anterior sería 850-125; con lo que podríamos extraer una idea aproximada de la mezcla.
A mayores, ésta, puede ser más homogénea o de un diámetro promedio alto o bajo.

## Mezclas

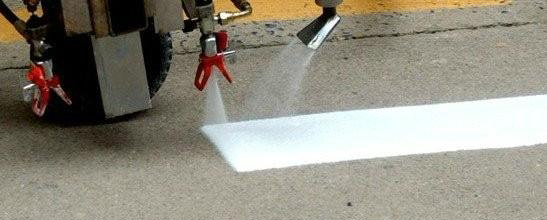
Rociando las microesferas de vidrio en una calle

Mezclas homogéneas son aquellas en que la distribución de los tamaños es similar. Es decir, la mayor parte de las microesferas de vidrio son similares en toda la mezcla o su distribución es progresiva.
Mezclas heterogéneas son aquellas donde la diferencia de tamaños entre las microesferas de la mezcla es radical.
Pese a que en la mezcla anterior, los tamices varían desde 850-125, podemos observar que la mayor parte de la microesfera se encuentra entre los tamices 600-355. Este dato reflejará si la microesfera de vidrio tiene un diámetro promedio alto o bajo. Esto es importante, ya que las granulometrías varían según el uso que se le va a la microesfera de vidrio, entre las que diferenciaremos 2 tipos: las premezclados y las post-mezclado. Sin embargo, en algunas referencias se citan microesferas intermix o intermezclado.

### Microesferas de premezclado
Se trata de uno de los ingredientes esenciales de las pinturas usadas en la señalización vial. La mezcla de sus microesferas de vidrio suele ser homogénea y su diámetro promedio alto. Además, su tamiz superior suele superar los 1000 micras. Su mezcla con la pintura es esencial ya que mejora cualitativamente sus propiedades de retrorreflexión.

### Microesferas de post-mezclado
Usualmente son aplicadas al mismo tiempo que la pintura, mediante pistolas de presión especializadas para ello. Sus granulometrías suelen ser muy variopintas dependiendo el tipo de pintura y el tipo de aplicación.
Además, durante el proceso de producción, éstas pueden ser procesadas mediante tratamientos superficiales con diferentes materiales de cara a mejorar sus propiedades físicas de conservación, adherencia o flotación.